# Scapexocentrus
Scapexocentrus es un género de escarabajos longicornios de la tribu Acanthocinini.

## Especies
- Scapexocentrus philipinus Vives, 2020
- Scapexocentrus spiniscapus Breuning, 1965